# Mousse
La mousse (pronuncia /mus/) è una preparazione gastronomica che incorpora microscopiche bolle d'aria per dare una consistenza schiumosa, molto leggera e ariosa più che cremosa. Può assumere diversi sapori in base agli ingredienti utilizzati. La parola, di origine francese, assume il significato di "schiuma" o "spuma".
Le mousse possono essere impiegate in differenti portate, a seconda della ricetta e ingredienti adoperati, vi sono infatti mousse a base di carne, pesce, verdure o formaggi, realizzate anche con l'utilizzo di ingredienti quali la besciamella o lo yogurt, e mousse dolci, ossia dessert, quali la mousse al cioccolato, la mousse di maracuja o ai vari tipi di frutta.

## Galleria d'immagini

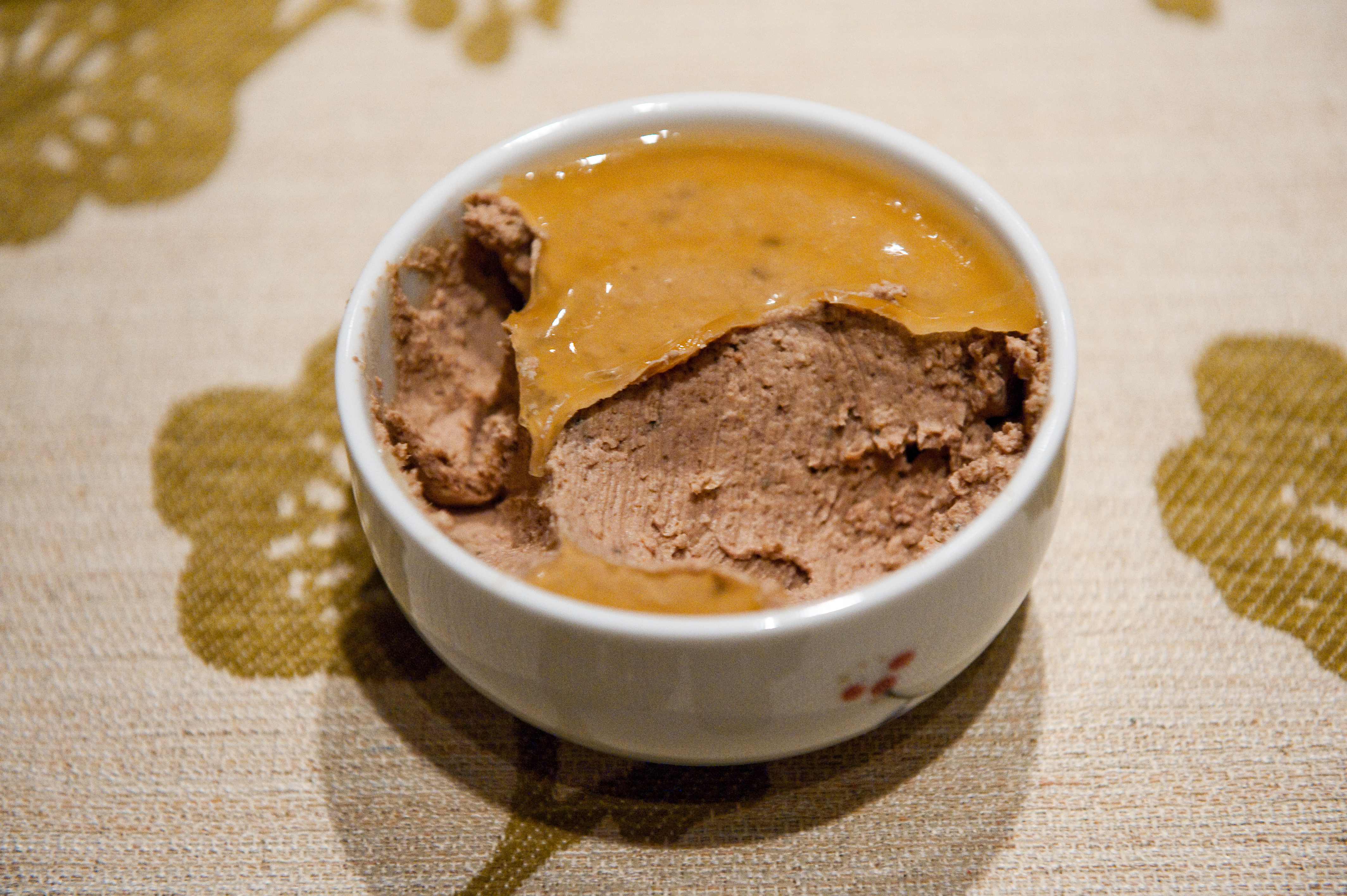
Mousse di fegato d'anatra al porto
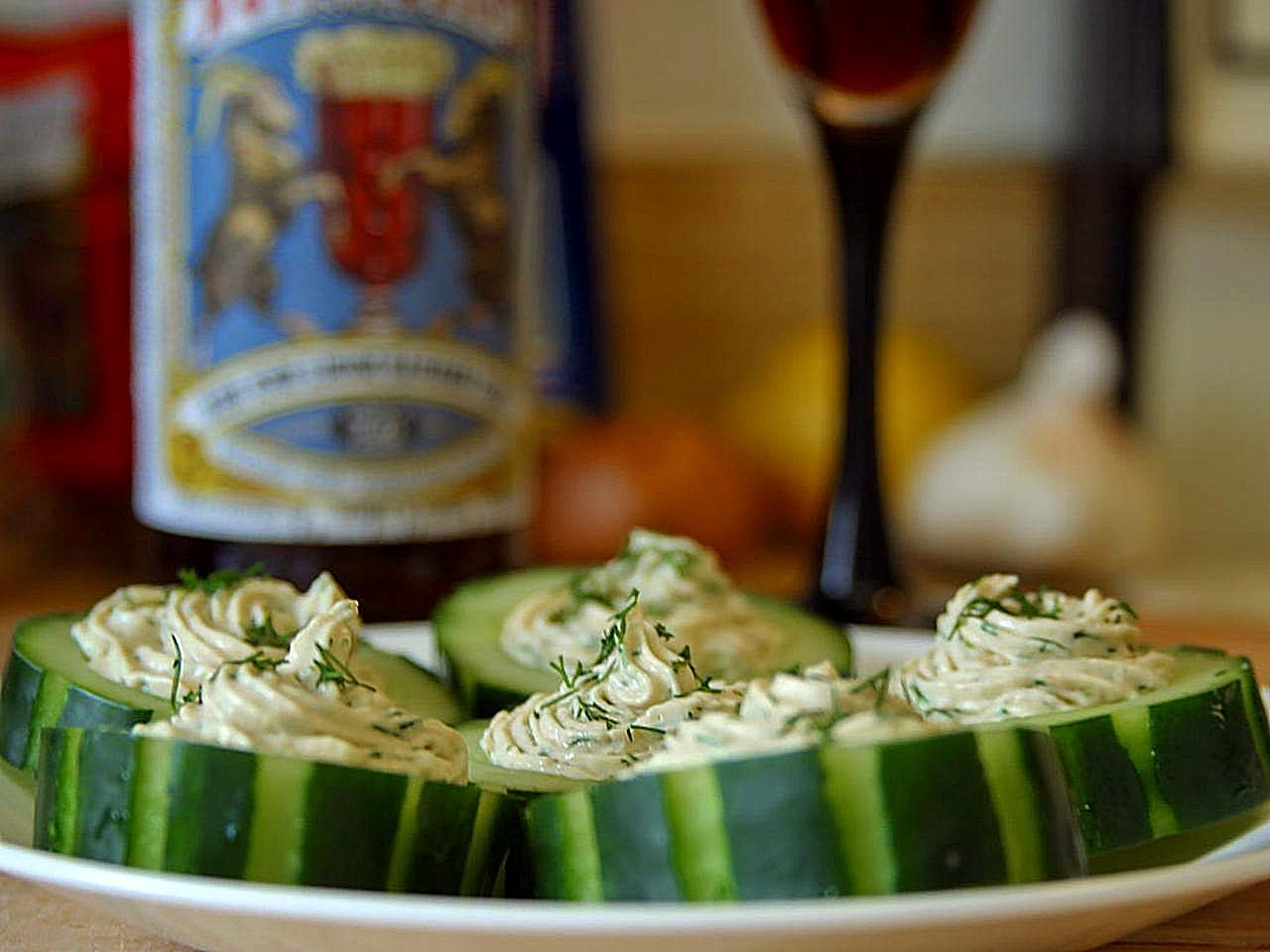
Mousse di salmone affumicato e aneto
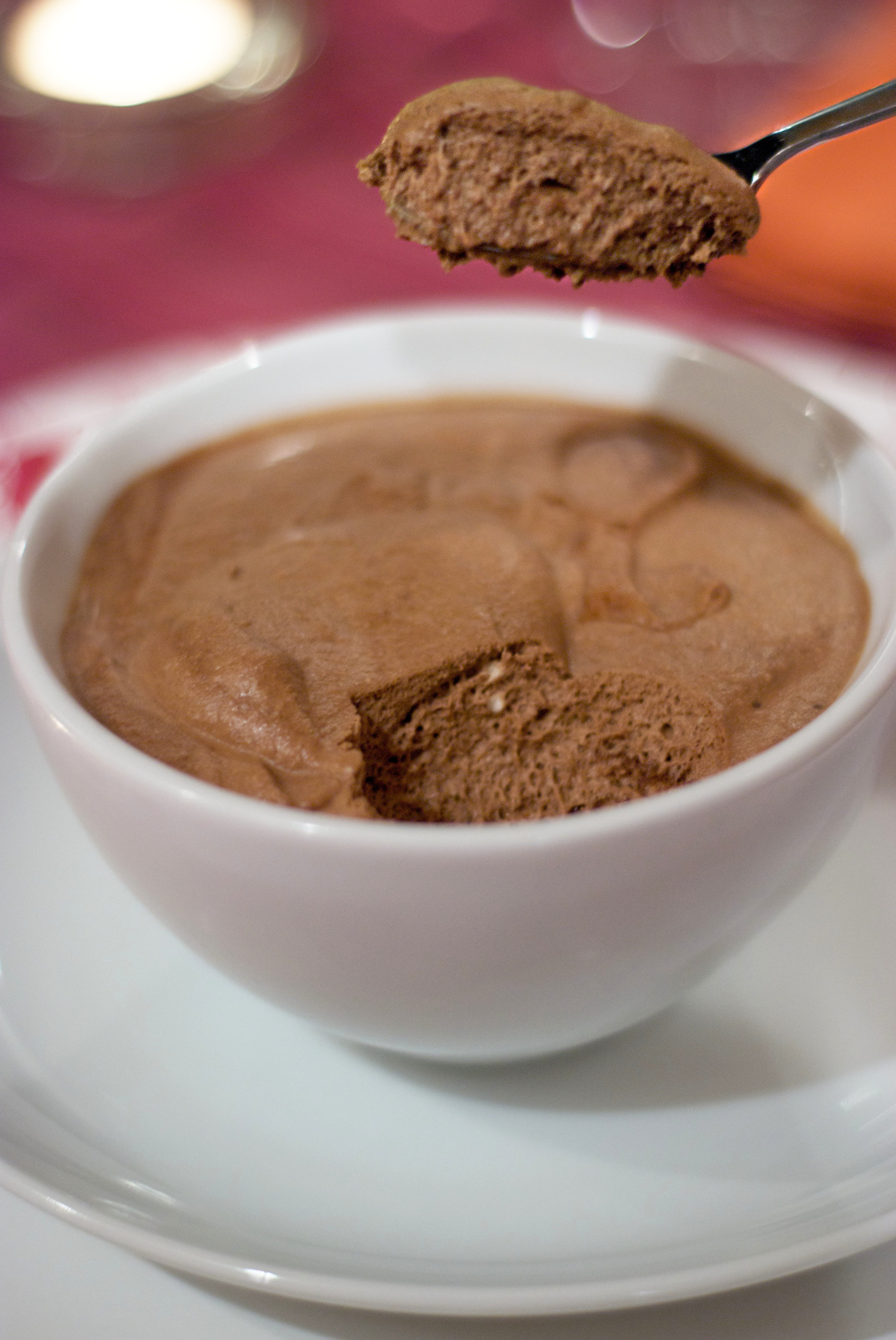
Mousse al cioccolato
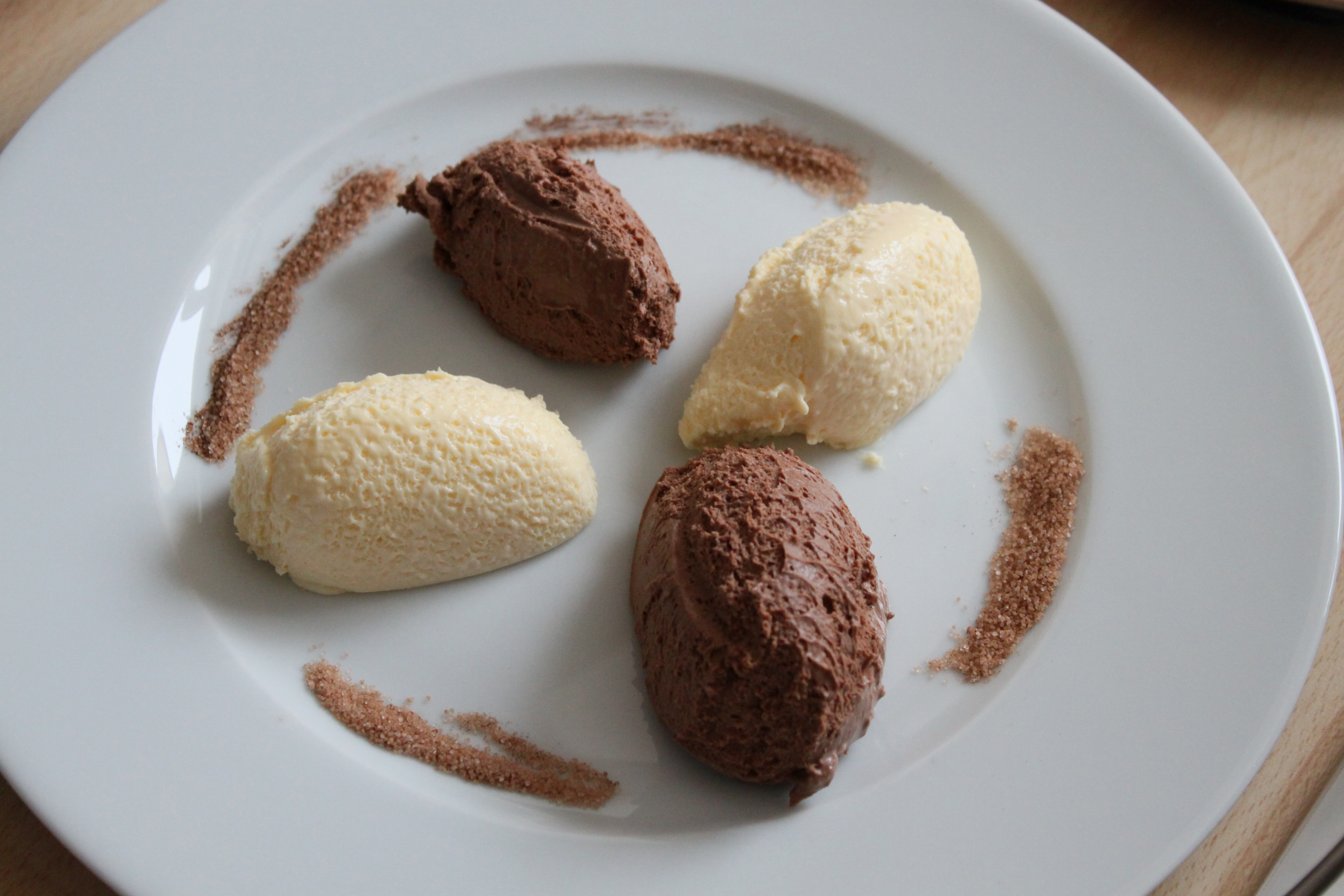
Mousse al cioccolato e mousse bianca
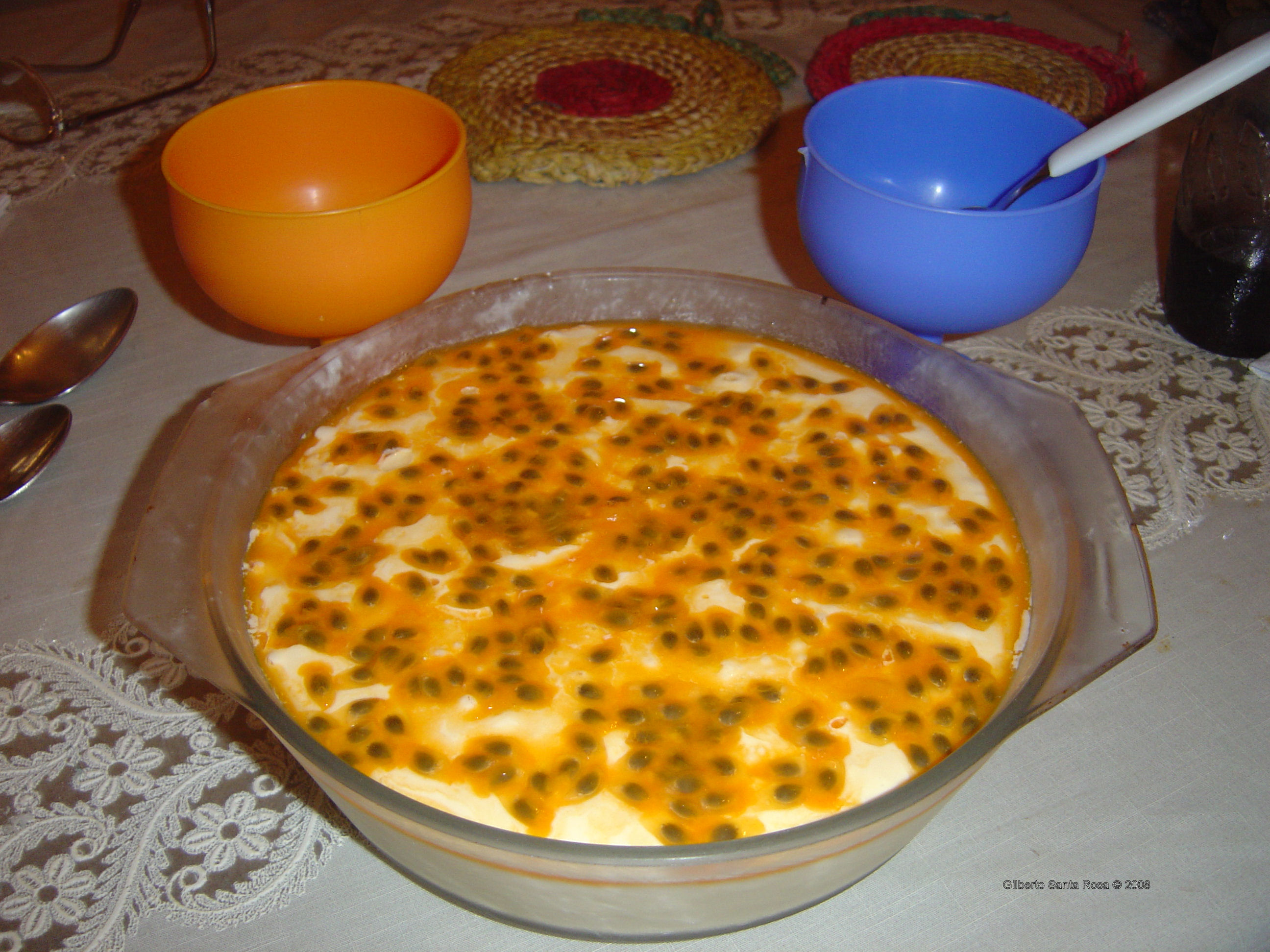
Mousse di maracuja
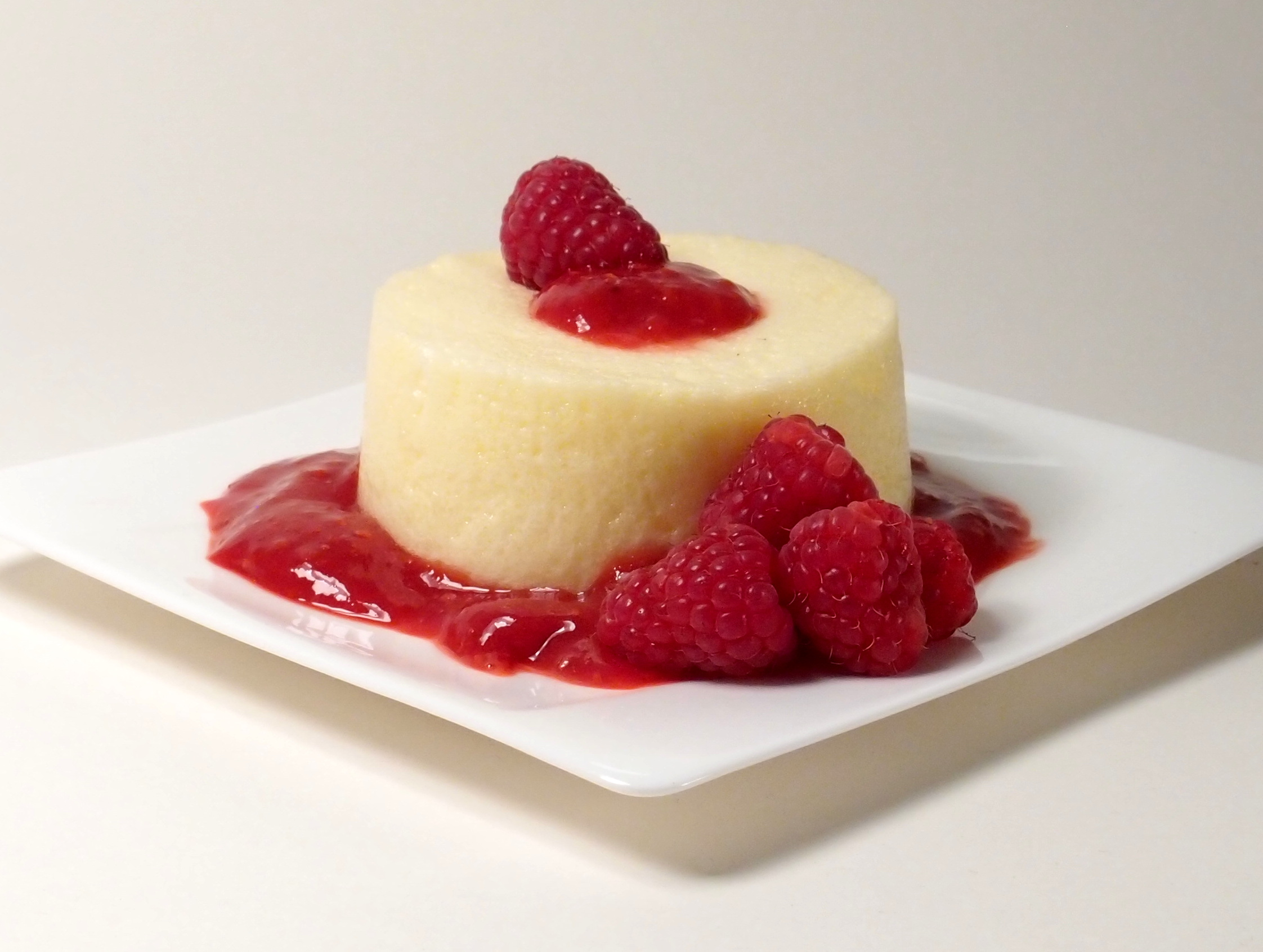
Berliner Luft
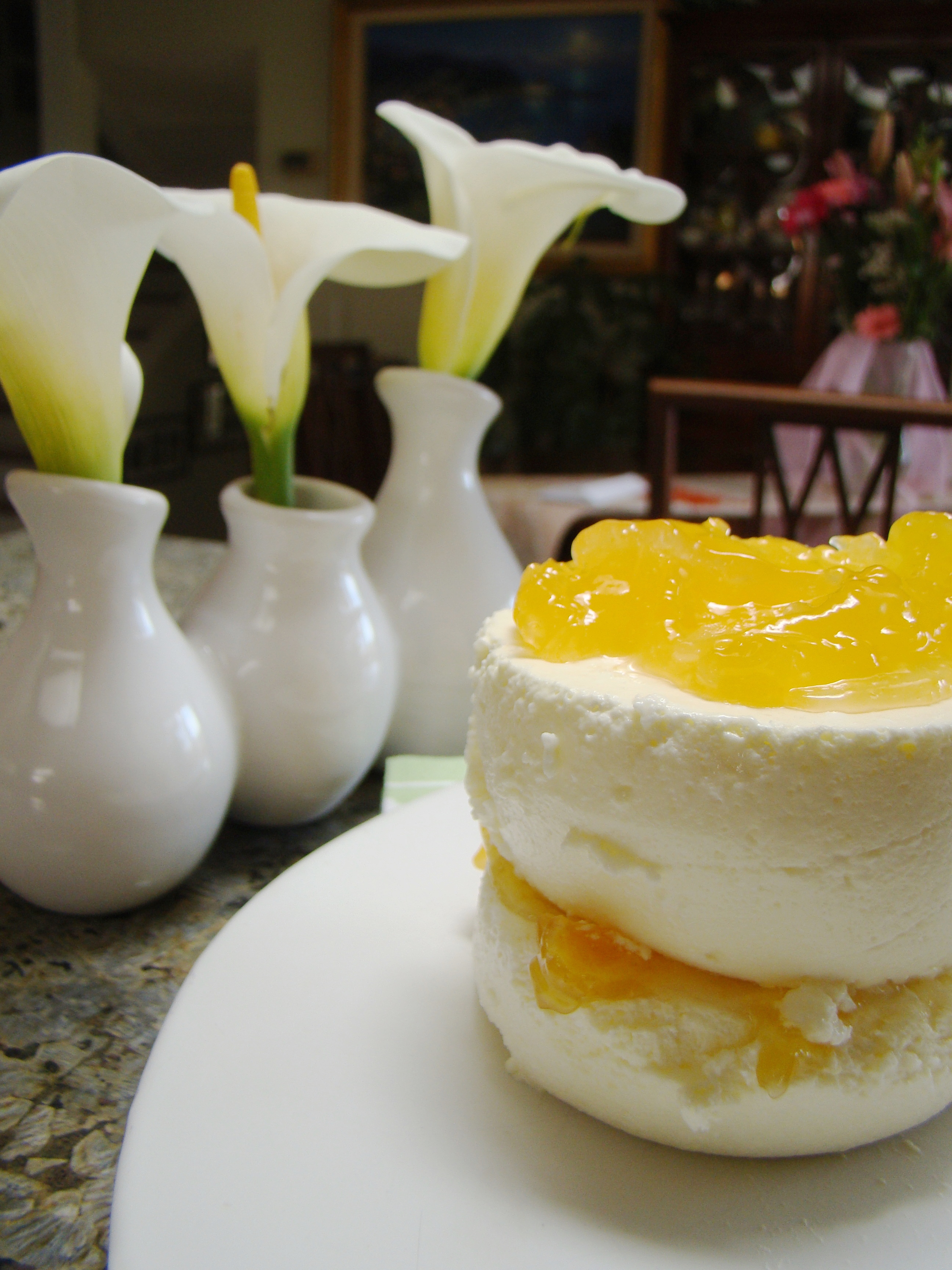
Mousse al limone con composta di pesche